# 鴿子谷 (科羅拉多州)
鴿子谷（英語：Dove Valley）是位於美國科羅拉多州阿拉帕霍縣的一個人口普查指定地區。

## 地理
鴿子谷的座標為39°34′40″N 104°49′46″W / 39.57778°N 104.82944°W，而該地最高點為海拔高度1748米（即5735英尺）。

## 人口
根據2010年美國人口普查的數據，鴿子谷的面積為9.40平方千米，當中陸地面積為9.40平方千米，而水域面積為0.00平方千米。當地共有人口5243人，而人口密度為每平方千米557人。